# Sphecodes scrobiculatus
Sphecodes scrobiculatus är en biart som beskrevs av Gregory B. Pauly och Brooks 2001. Sphecodes scrobiculatus ingår i släktet blodbin, och familjen vägbin. Inga underarter finns listade i Catalogue of Life.